# Jesús Prado
José de Jesús Prado Velázquez (El Salto; 6 de marzo de 1946) es un exfutbolista mexicano que jugaba en el mediocampo.

## Trayectoria
Estuvo de 1967 a 1972 bajo contrato en el CD Cruz Azul. Durante este período, ganó el Campeonato Mexicano cuatro veces y la Copa de Campeones de la Concacaf tres ocasiones, así como la competencia de la Copa México y Campeón de Campeones una vez.

## Selección nacional
Hizo un total de seis apariciones internacionales con la selección de México. Hizo su debut en su cumpleaños 21, jugando en el primer partido del Campeonato de Naciones de la Concacaf de 1967 contra Nicaragua (4-0).

### Participaciones en Campeonatos Concacaf
| Copa                                          | Sede     | Resultado  | Part. | Goles |
| --------------------------------------------- | -------- | ---------- | ----- | ----- |
| Campeonato de Naciones de la Concacaf de 1967 | Honduras | Subcampeón | 3     | 1     |

## Clubes
| Club         | País   | Año       |
| ------------ | ------ | --------- |
| Celaya       | México | 1966-1967 |
| Cruz Azul    | México | 1967-1973 |
| Pachuca      | México | 1973-1974 |
| Nuevo Necaxa | México | 1974-1975 |

## Palmarés

### Títulos nacionales
| Título               | Equipo    | País   | Año     |
| -------------------- | --------- | ------ | ------- |
| Primera División     | Cruz Azul | México | 1968-69 |
| Copa México          | Cruz Azul | México | 1968-69 |
| Campeón de Campeones | Cruz Azul | México | 1968-69 |
| Primera División     | Cruz Azul | México | 1970    |
| Primera División     | Cruz Azul | México | 1971-72 |
| Primera División     | Cruz Azul | México | 1972-73 |

### Títulos internacionales
| Título                           | Equipo (*)     | Sede   | Año  |
| -------------------------------- | -------------- | ------ | ---- |
| Juegos Panamericanos             | México amateur | Canadá | 1967 |
| Copa de Campeones de la Concacaf | Cruz Azul      | México | 1969 |
| Copa de Campeones de la Concacaf | Cruz Azul      | México | 1970 |
| Copa de Campeones de la Concacaf | Cruz Azul      | México | 1971 |

(*) Incluyendo la selección.